# Zealandotachina latifrons
Zealandotachina latifrons är en tvåvingeart som beskrevs av Malloch 1938. Zealandotachina latifrons ingår i släktet Zealandotachina och familjen parasitflugor. Inga underarter finns listade i Catalogue of Life.